# Manuel I de Constantinopla
Manuel I Charitopoulos o Saranteno/Karanteno fue un patriarca ecuménico de Constantinopla desde 1216 hasta 1222. Parece haber sido llamado "el filósofo": Jorge Acropolita dice que fue «un filósofo, al parecer, de hecho, así lo llamó la gente».
Manuel fue un patriarca en el exilio, ya que su sede titular estaba ocupada por el Patriarcado latino de Constantinopla, y él vivía en Nicea. Antes del sitio de 1204, era diácono e hypatos ton philosophon en Constantinopla.  Esta es probablemente la fuente de su epíteto  de "filósofo".